# Траговима Лазе Костића
Траговима Лазе Костића је стручна монографија о Лази Костићу аутора Радивоја Стоканова, објављена 2011. године у издању Алтере из Београда.

## О аутору
Радивој Стоканов (1949-2013), био је историчар српске књижевности и културе, књижевни критичар. Завршио је Гимназију „Вељко Петровић” у Сомбору, а на Филозофском факултету у Новом Саду Југословенску књижевност. Радио је у Градској библиотеци „Карло Бијелицки” у Сомбору, 25 година је био главни уредник часописа за културу Домети (од 55. броја 1988. до двоброја 148-149 у 2012. години). Приредио је више књига. Постухмно му је 2013. године додељена Октобарска награда града Сомбора, која се додељује поводом годишњице ослобођења од фашистичке окупације у Другом светском рату као посебно признање за изузетне резултате у раду, односно као награда за животно дело.

## О књизи
Траговима Лазе Костића је књига коју чини петнаест радова о Лази Костићу, које је аутор написао за три деценије о великом песнику српског романтизма. Текстови су раније штампани у Зборнику Матице српске за књижевност и језик, Летопису Матице Српске и у Дометима.
Аутор је при компоновању књиге одустао од хронолошког начела према редоследу настајања и објављивања радова. Поредак је учињен према органском начелу које временски прати живот и поетику песника.

## Награда
Године 2012. Радивој Стоканов је добио Награду "Дејан Медаковић", за храбре изазове и „ново читање” Лазе Костића. Жири у саставу Др Драшко Ређеп, Јован Ћирилов и Радован Поповић доделио је аутору ово признање за књигу Траговима Лазе Костића. У саопштењу је наведено: Као у мозаику заштићеног простора поузданог сећања, Стоканов ређа и упоређује, обнавља и наново открива многобројне кључне, али и рубне референце у вези са песником. Награду "Дејан Медаковић" од 2008. године додељује издавачка кућа Прометеј за „дуго памћење, књизи или спису објављеном на српском језику”.
Књига Траговима Лазе Костића је добила исте године и специјалну награду „Лаза Костић” коју додељује Салон књига Новосадског сајма.